# Hospital de Panzi
L'hospital de Panzi és un hospital fundat el 1999 a Bukavu, la capital de la província de Kivu del sud de la República Democràtica del Congo. Està especialitzat en el tractament de supervivents de la violència, la gran majoria víctimes d'abusos sexuals. Després d'anys de control militar a Kivu del Sud, la violència sexual ha augmentat.
L'Hospital Panzi és dirigit per la Comunitat de les Esglésies de la Pentecosta a l'Àfrica Central (CEPAC), fundada per la Missió Pentecostal Sueca el 1921. El director Denis Mukwege ha estat operant a supervivents de la violència sexual durant més d'una dècada, i és un dels dos únics metges qualificats per realitzar la cirurgia reconstructiva. Va publicar una anàlisi de la crisi de la violència sexual a l'est de la República Democràtica del Congo a PLoS Medicine el desembre de 2009, a partir de la seva extensa experiència. El doctor Mukwege va rebre el Premi de Drets Humans de l'ONU del 2008 i el Premi Sàkharov per la Llibertat de Consciència del 2014, ii ha estat nominat dues vegades per al Premi Nobel de la Pau.
Tot i la seva xarxa de donants i l'hospital Panzi s'enfronta contínuament a problemes econòmics, de subministrament i recursos per expandir la base de personal qualificat. L'hospital va ser inicialment construït per a 120 llits, però el nombre total de llits és ha passat a ser de 350, dels quals 200 estan dedicats als supervivents de la violència sexual. Com a mitjana, Panzi admet 410 pacients al mes i el 2008 estava ple.